# The Entertainment System is Down
The Entertainment System is Down är en kommande svensk komedifilm, med planerad premiär hösten 2026. Filmen är regisserad av Ruben Östlund, som även skrivit manus, med Kirsten Dunst och Daniel Brühl i huvudrollerna.

## Handling
Östlund har skrivit manuset själv och menar att det är en katastroffilm. Snart efter start på en långflygning havererar underhållningssystemet. Östlund räknar med att han ska kunna skapa en trovärdig historia där detta leder till att passagerarna kommer orsaka, eller riskera, en flygplanskrasch.
Östlund hade tidigt ett manus färdigt där filmen tar avstamp i en pojke som är tvungen att ha en paus från sin Ipad i 10 minuter, och visar i realtid hur pojken väntar in de tio minuterna. När piloten meddelar att underhållningssystemet inte fungerar märks det hur passagerarnas rastlöshet övergår i frustration varefter batterierna tar slut i deras paddor och andra enheter. I detta manus är scenen med pojken en uttalad provokation på biopublikens tålamod, och flygresan slutar med att planet kraschar och alla omkommer.

## Rollista
Källa: 

- Kirsten Dunst
- Daniel Brühl
- Keanu Reeves
- Nicholas Braun
- Samantha Morton
- Benjamin Ingrosso
- Sanna Sundqvist
- Tea Stjärne
- Tobias Menzies
- Connor Swindells
- Daniel Webber
- Wayne Blair
- Dan Wyllie
- Lindsay Duncan
- Allan Corduner
- Sofia Tjelta Sydness
- Erin Ainsworth
- Myles Kamwendo
- Elle Piper
- Thibaud Dooms

## Produktion

### Utveckling
Ruben Östlund meddelade att han hade en ny filmidé efter en presskonferens i Cannes för Triangle of Sadness år 2022. Han berättade att han huvudrollen i Triangle of sadness, Woody Harrelson, i åtanke för huvudrollen även i denna film, och att han hoppades på inspelningsstart sommaren 2024.
Enligt Östlund fanns ett manus färdigt i slutet av december 2023, med förhoppning att börja filma 2025.
Manuset har inspirerats av en studie om uttråkning kallad "Self-Inflicted Pain Out Of Boredom", ungefär "Egenframkallad smärta på grund av uttråkning", gjord på Universitetet i Maastricht 2016. I sitt manus har han en scen som inspirerats av Ingmar Bergmans Vargtimmen, där en person tittar på en klocka i en minut, för att visa hur lång en minut är. Det är pojken som publiken får följa i realtid i tio minuter och det visar sig ha gått 30 sekunder. Han har också sagt att han hoppas få rättigheterna till filmaffischen för katastrofilmparodin Titta vi flyger, och dess bild med en jumbojet som har slagits i en knut.
Filmen produceras av Erik Hemmendorff från Plattform Produktion och Philippe Bober från Coproduction Office, i samproduktion med bland andra Film i Väst, SVT och SF Studios.

### Inspelning
Filminspelningarna påbörjades den 28 januari 2025 i Budapest, och som pågick till slutet av maj samma år.
Östlund beskrev tidigt att han ville använda en fullskalemodell av ett flygplan för inspelningen, så ett flygplan (Boeing 747) införskaffades och monterades i inspelningsstudion i Budapest.